# سيدني ديفين
سيدني ديفين (بالإنجليزية: Sydney Devine)‏ هو مغني بريطاني، ولد في 1940 في كليلاند ‏ في المملكة المتحدة.

## وصلات خارجية
- سيدني ديفين على موقع IMDb (الإنجليزية)
- سيدني ديفين على موقع ميوزك برينز (الإنجليزية)
- سيدني ديفين على موقع ديسكوغز (الإنجليزية)